# Доня Ана
Окръг Доня Ана (на английски: Doña Ana County) е окръг в щата Ню Мексико, Съединени американски щати. Площта му е 9881 km², а населението – 215 579 души (2017). Административен център е град Лас Крусес.